# Evenkia
Evenkia (en evenki: Эведы̄ Автомоды̄ Округ; rus: Эвенки́йский автоно́мный о́круг, Evenkiski avtonomni ókrug o simplement Эвенки́я, Evenkia) fou un districte autònom (subjecte federal) de la Federació Russa creat el 1930 Des del 2006 esdevé un assentament urbà que forma part del krai de Krasnoiarsk.
Amb una superfície de 737.250 km² i 13.404 habitants, segons el cens de 2021. L'any 2002 era el subjecte federal menys poblat de Rússia i alhora el setè més gran. La seva capital era Turà. El seu estatus com un dels districtes autònoms de Rússia feia que malgrat ser un subjecte federal per si sol, en alguns aspectes depengués del krai de Krasnoiarsk, que és un altre subjecte federal. El 1999, el governador del krai de Krasnoiarsk Aleksandr Lébed va exigir que el govern del districte reconegués que estava sota l'autoritat del krai, però es van negar a acceptar-ho. Això va causar lluites de poder entre els dos governs. El 17 d'abril de 2005 es va resoldre la qüestió amb un referèndum on els habitants d'Evenkia i de la veïna Taimíria van votar dissoldre els dos districtes autònoms i passar a formar part del krai de Krasnoiarsk. Aquest resultat, contestat per la minoria d'ètnia evenki, es va implementar oficialment l'1 de gener del 2007.

## Geografia
El krai forma part d'un altiplà format per la prolongada denudació continental prejuràssica. Al nord-oest hi ha les muntanyes volcàniques de Putorana. El clima és marcadament continental. La temperatura mitjana de gener arriba a −36 °C. La primavera és llarga i agradable. La xarxa hidrogràfica principal és formada pels afluents del Ienissei (Jendegi), el Tunguska Mitjà (Dulgu Katenña) i el Tunguska Inferior (Edzigu Katenña). El primer és navegable des de Turukhansk fins a Turà i és emprat per al transport de fusta. Al seu curs mitjà hi ha grans jaciments de carbó, i a l'inferior, de grafit.

## Demografia
Dels 17,697 residents segons el Cens rus (2002) el (0,01%) no especificaren el seu origen ètnic. De la resta, s'identificaren com a pertanyents a 67 grups ètnics, inclosos russos (62%), evenkis (21,5%), iacuts (5,6%), ucraïnesos (3,1%), kets (1,2%), 162 tàtars (0,9%), 152 khakassos (0,9%) i 127 alemanys del Volga (0,7%).
|            | cens 1939     | cens 1959     | cens 1970     | cens 1979      | cens 1989      | cens 2002      |
| ---------- | ------------- | ------------- | ------------- | -------------- | -------------- | -------------- |
| Evenkis    | 3,721 (39,3%) | 3,474 (33,7%) | 3,207 (25,3%) | 3,239 (20,3%)  | 3,480 (14,0%)  | 3,802 (21,5%)  |
| Iacuts     | 713 (7,5%)    | 51 (0,5%)     | 781 (6,2%)    | 822 (5,1%)     | 937 (3,8%)     | 991 (5,6%)     |
| Kets       |               | 14 (0,1%)     | 142 (1,1%)    | 154 (1,0%)     | 150 (0,6%)     | 211 (1,2%)     |
| Russos     | 4,675 (49,4%) | 5,975 (57,9%) | 7,732 (61,1%) | 10,400 (65,1%) | 16,718 (67,5%) | 10,958 (61,9%) |
| Ucraïnesos | 117 (1,2%)    | 196 (1,9%)    | 254 (2,0%)    | 472 (3,0%)     | 1,303 (5,3%)   | 550 (3,1%)     |
| Altres     | 234 (2,5%)    | 610 (5,9%)    | 542 (4,3%)    | 881 (5,5%)     | 2,181 (8,8%)   | 1,185 (6,7%)   |